# Racecourse Ground
Racecourse Ground (Welsh: Y Cae Ras) is een voetbalstadion in de Welshe stad Wrexham. Het is de thuisbasis van voetbalclub Wrexham AFC.
Het is het oudste internationale voetbalstadion ter wereld waar nog steeds internationale wedstrijden worden gespeeld
Op 26 januari 1957 speelde Wrexham AFC tegen Manchester United. De twee ploegen stonden toen tegenover elkaar in de vierde ronde van de FA Cup. Wrexham verloor met 0-5 voor de ogen van 34.445 supporters. Dat is tot op heden de hoogste opkomst ooit op Racecourse Ground.

## Tribunes
Racecourse Ground bestaat uit vier tribunes, die elk een naam dragen. Sinds 1957 werd er voor het eerst stadionverlichting geïnstalleerd.

### The Kop
The Kop (afkorting van Spionkop) werd genoemd naar de Slag bij Spionkop en was de staantribune van de thuissupporters. Officieel heet deze tribune de Crispin Lane End oftewel Town End. Er was plaats voor zo'n 5.000 personen, waardoor The Kop een van de grootste staantribunes was in het Engels voetbal. De tribune werd gebouwd na de Tweede Wereldoorlog. Nadat de tribune was afgekeurd en enkele jaren niet meer in gebruik was, werd deze gesloopt in 2021. Sinds eind 2023 is er een tijdelijke tribune geplaatst, in afwachting van de bouw van een permanente tribune.

### Sainsbury-tribune
Deze tribune ligt met de rug naar het vroegere Yale College van Wrexham en heette vroeger dan ook de Yale-tribune. Dit deel van het stadion werd in 1972 gebouwd, met het oog op de eerste Europese wedstrijden van Wrexham FC. Hier bevinden zich ook de kleedkamers van de spelers en de kantoren van het bestuur. In de hoek van deze tribune is er plaats voorzien voor de bezoekende supporters.

### Eric Roberts Builders
De Eric Roberts Builders-tribune is genoemd naar de lokale aannemer Eric Roberts en heette voordien The Border, verwijzend naar een toen nog bestaande brouwerij. Dit gedeelte beschikt over zitplaatsen en is voorbehouden aan de thuissupporters. In het verleden heette de tribune ook weleens de Marstons-tribune of Tech End. Opvallend is dat vroeger de bezoekende supporters in deze tribune plaats mochten nemen. Maar omwille van de goede akoestiek behoort deze tribune sinds 2007 toe aan de thuisfans.

### Mold Road
Het stadion is gelegen op Mold Road, een straat in Wrexham. Een van de tribunes is genoemd naar deze straat. Ooit werd de naam veranderd in Pryce Griffith, een voormalig bestuurslid van de voetbalclub. Maar omdat Griffith betrokken was bij een schandaal omtrent de grond waarop het stadion gelegen is, werd de tribune terug omgedoopt tot Mold Road. Deze tribune werd in 1999 vernieuwd en heeft onder meer een restaurant en een tv-studio.
American Express Community Stadium  (Brighton & Hove Albion)  ·
Anfield  (Liverpool)  ·
Brentford Community Stadium  (Brentford)  ·
City Ground  (Nottingham Forest)  ·
Craven Cottage  (Fulham)  ·
Dean Court  (Bournemouth)  ·
Emirates Stadium  (Arsenal)  ·
Etihad Stadium  (Manchester City)  ·
Goodison Park  (Everton)  ·
King Power Stadium  (Leicester City)  ·
Molineux Stadium  (Wolverhampton Wanderers)  ·
Old Trafford  (Manchester United)  ·
Olympisch Stadion  (West Ham United)  ·
Portman Road  (Ipswich Town)  ·
St. James' Park  (Newcastle United)  ·
St. Mary's Stadium  (Southampton)  ·
Selhurst Park  (Crystal Palace)  ·
Stamford Bridge  (Chelsea)  ·
Tottenham Hotspur Stadium  (Tottenham Hotspur)  ·
Villa Park  (Aston Villa) 
Ashton Gate  (Bristol City)  ·
bet365 Stadium  (Stoke city)  ·
Bramall Lane  (Sheffield United)  ·
Cardiff City Stadium  (Cardiff City)  ·
Carrow Road  (Norwich City)  ·
Coventry Building Society Arena  (Coventry City)  ·
Deepdale  (Preston North End)  ·
The Den  (Millwall)  ·
Elland Road  (Leeds United)  ·
Ewood Park  (Blackburn Rovers)  ·
Fratton Park  (Portsmouth)  ·
The Hawthorns  (West Bromwich Albion)  ·
Hillsborough  (Sheffield Wednesday)  ·
Home Park  (Plymouth Argyle)  ·
Kassam Stadium  (Oxford United)  ·
Kenilworth Road  (Luton Town)  ·
Loftus Road  (Queens Park Rangers)  ·
MKM Stadium  (Hull City)  ·
Pride Park  (Derby County)  ·
Riverside Stadium  (	Middlesbrough)  ·
Stadium of Light  (Sunderland)  ·
Swansea.com Stadium  (Swansea City)  ·
Turf Moor  (Burnley)  ·
Vicarage Road  (Watford) 
Abbey Stadium  (Cambridge United)  ·
Adams Park  (Wycombe Wanderers)  ·
Bloomfield Road  (Blackpool)  ·
Brisbane Road  (Leyton Orient)  ·
Broadfield Stadium  (Crawley Town)  ·
Broadhall Way  (Stevenage)  ·
DW Stadium  (Wigan Athletic)  ·
Edgeley Park  (Stockport County)  ·
Field Mill  (Mansfield Town)  ·
John Smith's Stadium  (Huddersfield Town)  ·
London Road  (Peterborough United)  ·
Madejski Stadium  (Reading)  ·
Memorial Stadium  (Bristol Rovers)  ·
New Meadow  (Shrewsbury Town)  ·
New York Stadium  (Rotherham United)  ·
Oakwell Stadium  (Barnsley)  ·
Pirelli Stadium  (Burton Albion)  ·
Racecourse Ground  (Wrexham)  ·
Sincil Bank  (Lincoln City)  ·
Sixfields Stadium  (Northampton Town)  ·
St. Andrew's Stadium  (Birmingham City)  ·
St James Park  (Exeter City)  ·
The Valley  (Charlton Athletic)  ·
University of Bolton Stadium  (Bolton Wanderers) 
Bescot Stadium  (Walsall)  ·
Blundell Park  (Grimsby Town)  ·
Brunton Park  (Carlisle United)  ·
Colchester Community Stadium  (Colchester United)  ·
County Ground  (Swindon Town)  ·
Crown Ground  (Accrington Stanley)  ·
Globe Arena  (Morecambe)  ·
Gresty Road  (Crewe Alexandra)  ·
Hayes Lane  (Bromley)  ·
Highbury Stadium  (Fleetwood Town)  ·
Holker Street  (Barrow)  ·
Keepmoat Stadium  (Doncaster Rovers)  ·
Meadow Lane  (Notts County)  ·
Moor Lane  (Salford City)  ·
Plough Lane  (Wimbledon)  ·
Prenton Park  (Tranmere Rovers)  ·
Priestfield Stadium  (Gillingham)  ·
Rodney Parade  (Newport County)  ·
SMH Group Stadium  (Chesterfield)  ·
Stadium MK  (MK Dons)  ·
Vale Park  (Port Vale)  ·
Valley Parade  (Bradford City)  ·
Wetherby Road  (Harrogate Town)  ·
Whaddon Road  (Cheltenham Town) 